# William Playfair
William Playfair (22. září 1759 Liff, Angus – 11. února 1823 Londýn) byl skotský inženýr, politický ekonom, spisovatel a popularizátor grafického znázornění číselných hodnot namísto tabulek. Jako první například používal kruhový diagram a sloupcový graf.

## Život
William Playfair se narodil 22. září 1759 ve vesnici Liff nedaleko skotského Dundee, jako čtvrté z osmi dětí (jeho dvojče Charles se nedožil prvního roku) presbyteriánského duchovního Jamese Playfaira a Margaret Youngové. Jeho otec zemřel, když bylo Williamovi 12 let. O jeho výchovu a vzdělání se poté staral o 12 let starší bratr John, pozdější významný matematik a geolog. William Playfair sám připisoval Johnovi původní myšlenku k zaznamenání dat pomocí spojnic. Starší bratr James (1755–1794) byl architekt. Od svých 14 let se William učil u inženýra Andrewa Meikla a mezi lety 1778–1781 pracoval jako kreslič výkresů u Jamese Watta. Ve společnosti Boulton a Watt se užívaly liniové grafy, což mohla být inspirace pro pozdější Playfairova ekonomická díla. V roce 1779 se oženil s Mary Morrisovou a z tohoto manželství vzešlo celkem pět dětí. V roce 1787 se přestěhoval do Paříže, kde měl v plánu vybudovat válcovnu, z čehož však sešlo a začal podnikat a investovat. Kvůli podezření ze zpronevěry a dalším právním nejasnostem byl nucen Francii v roce 1793 opustit a do roku 1814 žil v Londýně. I tam měl potíže se zákonem – centrální banka Bank of England se roku 1797 zajímala o jím založenou banku, ale stíhán nebyl, a roce 1805 byl odsouzen za podvod. V roce 1814 se do Francie vrátil, ale musel brzy zase odejít, protože byl jako editor anglicky psaných novin obviněn z pomluvy. Zemřel jako nemajetný v londýnské čtvrti Covent Garden v únoru 1823.

## Dílo

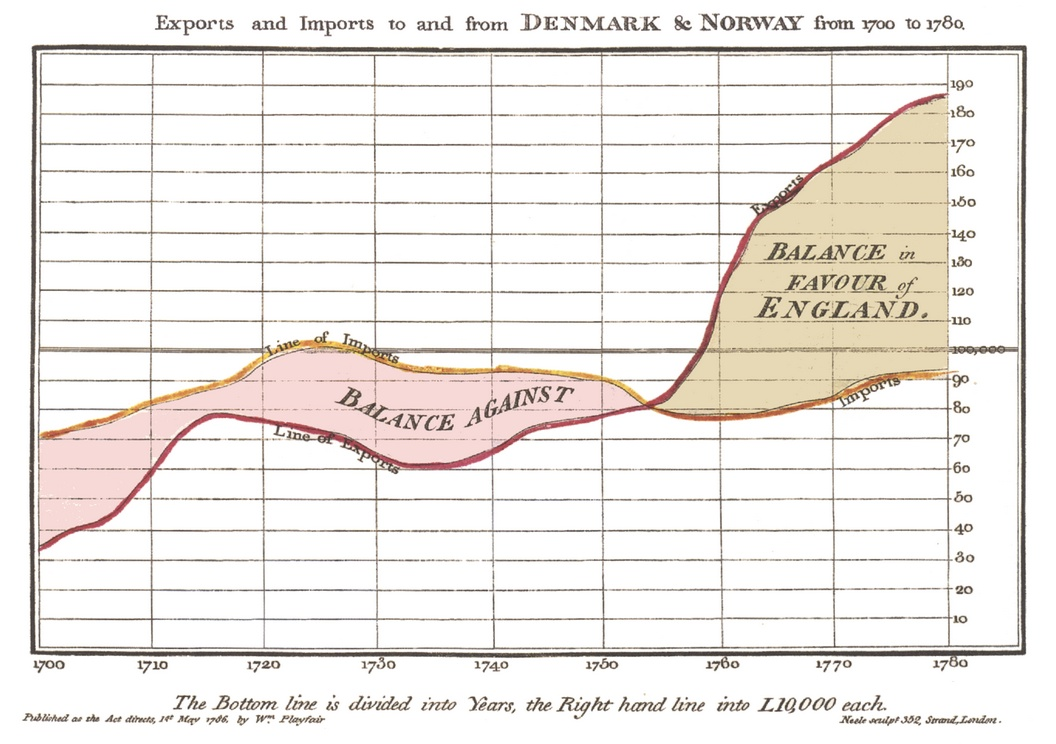
Plošný graf zaznamenávající export a import Anglie s Dánskem a Norskem mezi lety 1700–1780, Atlas 1786

Za své tvůrčí období vydal William Playfair přes sto knih a kratších děl o různých tématech – historie, genealogie, politika, francouzská revoluce a politická ekonomika (mezinárodní obchod nebo vývoj cen komodit), krátce vydával také noviny. Jeho první kniha, která ještě neobsahovala žádné grafy, vyšla v roce 1785. Pro vizualizaci dat jsou důležité hlavně tři vydání (1786, 1787 a 1801) The Commercial and Political Atlas (Komerční a politický atlas), Lineal arithmetic (Liniová aritmetika) z roku 1798 a Statistical Breviary (Statistický breviář) vydaný v roce 1801.
První vydání atlasu, který se zabýval obchodem mezi Anglií a ostatními zeměmi Evropy, netradičně neobsahovalo žádné mapy, ale 43 rytin liniových grafů časových řad a jeden sloupcový graf. Podle Playfairova komentáře poskytovalo grafické znázornění lepší porovnání mezi jednotlivými po sobě jdoucími hodnotami než tabulky, které byly v 18. století standardem. Sloupcový graf použil proto, že pro obchod Skotska chyběla meziroční data. V prvním atlasu přirovnával své diagramy k mapě, na které vzdálenosti od nuly na svislé ose jsou pro jednotlivé roky vlastně řady vyskládaných guinejí. Ve Statistical Breviary, teoretickém díle o grafech, už toto přirovnání nepoužívá a grafy jsou více abstraktní a soběstačné. Ve stejném díle také poprvé použil kruhový diagram.

### Odkaz

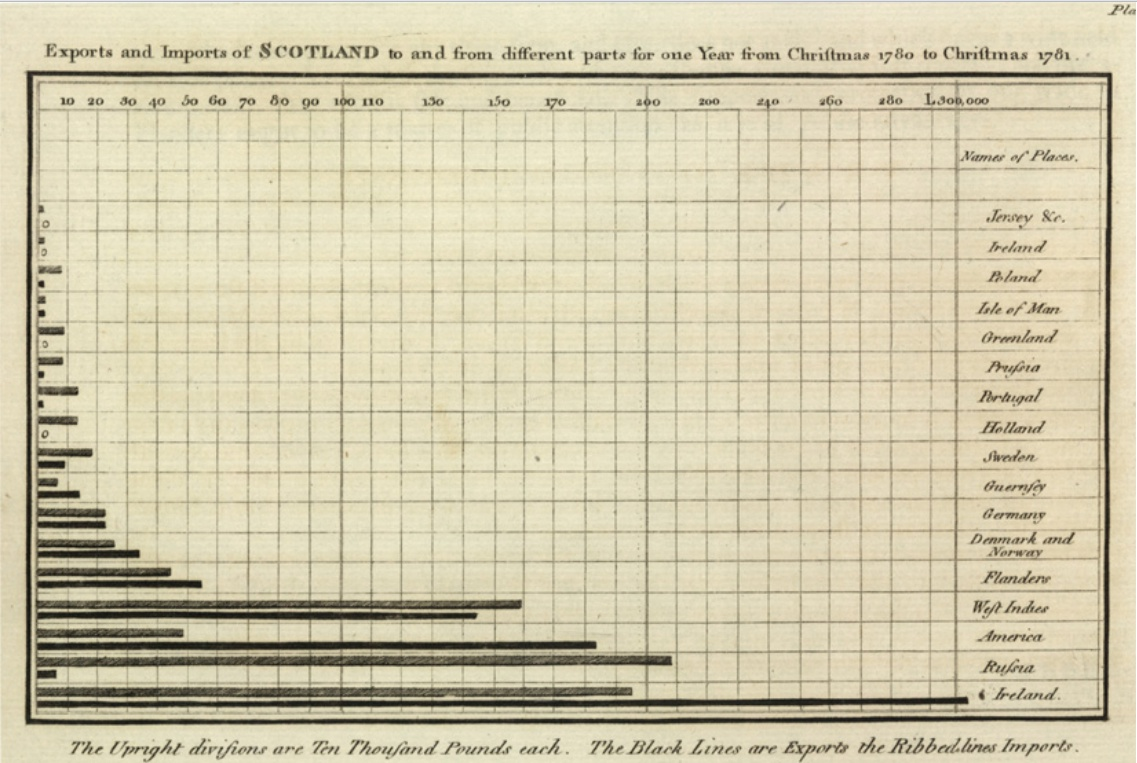
Sloupcový graf zobrazující skotský vývoz a dovoz v roce 1781, Atlas, 1786

Během jeho života a krátce po jeho smrti nebylo jeho dílo ohledně diagramů oceňováno a jen výjimečně bylo vůbec zmíněno. První vydání Atlasu bylo úzkým okruhem lidí (kopii měl obdržet například Ludvík XVI.) dobře kriticky přijato, ale nepřineslo finanční zisk, což se ani s vydáním dalších knih nezměnilo. Moderní poznatky o přijetí jeho děl a myšlenek proto vycházejí skoro výhradně z Playfairových vlastních publikací a poznámek k nim.
Podle statistika a teoretika v oblasti vizualizace dat Edwarda Tufta je spolu se Švýcarem Johannem Heinrichem Lambertem jedním ze dvou průkopníků užití grafiky pro zobrazení číselných hodnot. Podle Costigan-Eavesové byly jeho přístup a chápání psychologie čtenáře diagramů blízké těm moderním. Na druhou stranu, ačkoliv tuto disciplínu prý definoval sebráním a novým použitím existujících prvků, sám nevymyslel nic převratného. Některé jím používané prvky (jako kruhový diagram) jsou ve 21. století považovány za překonané, kvůli nízké informační hustotě a nedoporučuje se jejich užívání.

## Vybraná bibliografie

Podíl afrického ku evropskému území Osmanské říše – první užití výsečového grafu, Statistical Breviary, 1801

- The Commercial and Political Atlas: Representing, by Means of Stained Copper-Plate Charts, the Progress of the Commerce, Revenues, Expenditure and Debts of England during the Whole of the Eighteenth Century, první vydání 1786, druhé 1787 a třetí 1801
- Thoughts on the Present State of French Politics, and the Necessity and Policy of Diminishing France, for Her Internal Peace, and to Secure the Tranquillity of Europe, 1793
- Lineal arithmetic, Applied to Shew the Progress of the Commerce and Revenue of England During the Present Century, 1798
- Statistical Breviary; Shewing, on a Principle Entirely New, the Resources of Every State and Kingdom in Europe, 1801
- An Inquiry into the Permanent Causes of the Decline and Fall of Powerful and Wealthy Nations, 1805
- British Family Antiquity, 1809–1811
- Letter on our agricultural distresses, their causes and remedies; accompanied with tables and copper-plate charts shewing and comparing the prices of wheat, bread and labour, from 1565 to 1821, 1821